# یوتسی پاپائی
یوژف پاپائی معروف به یوتسی پاپائی (مجاری: Pápai József، زاده ۲۲ سپتامبر ۱۹۸۱) خواننده رپ اهل مجارستان است. او در مسابقه آواز یوروویژن ۲۰۱۷ و مسابقه آواز یوروویژن ۲۰۱۹ شرکت کرده‌است.